# 2017年1月逝世人物列表
2017年逝世人物列表：1月 - 2月 - 3月 - 4月 - 5月 - 6月 - 7月 - 8月 - 9月 - 10月 - 11月 - 12月
2017年1月逝世人物列表，是用于汇总2017年1月期间逝世人物的列表。

## 依日期排序

### 日期未知
- 武田日向（日語：武田 日向），38歲，日本小說家、繪師，知名作品《Gosick》。[1]
- 王紹義，106歲，祖籍廣東省潮州，曾在台灣台北公館當地販賣豆花多年，被稱之「公館百歲豆花伯」。[2]

### 31日
- 時天空慶晃（日语：時天空慶晃），37歲，出生於蒙古國的日本相撲力士。[3]
- 約翰·韋頓（英语：John Wetton），67歲，英國歌手、貝斯手與詞曲作家，先後曾任深紅之王、羅西音樂、尤拉希普等樂團的成員。死於大腸癌綜合症病逝。[4]
- 德科·倫納德（英語：Deke Leonard），72歲，威爾斯搖滾結他手。[5]
- 康奉均（韓語：강봉균），73歲，韓國政治人物，前韩国国会群山市議員。[6]
- 马增寿，76歲，中國京剧表演艺术家。[7]
- 托馬斯·巴洛（英語：Thomas Barlow），76歲，美國政治人物，前美國眾議院肯塔基州第一國會選區（英语：Kentucky's 1st congressional district）代表議員。[8]
- 特賴斯·哈維（英語：Trice Harvey），80歲，美國政治人物，前加利福尼亚州众议院議員，跌倒受傷而死。[9]
- 鮑比·沃森（英語：Bobby Watson），86歲，美國籃球運動員（亚特兰大老鹰）。[10]

### 30日
- 约翰尼·沃尔基维斯特（瑞典語：Johnny Wahlqvist），43歲，瑞典健力運動員，死於心臟衰弱。[11]
- 熊远著，86岁，中国动物遗传育种专家，中国工程院院士。[12]
- 唐·科爾曼（英语：Don Coleman (offensive tackle)），88歲，美國美式足球運動員。[13]
- 艾托·迈基宁（芬蘭語：Aito Mäkinen），90岁，芬兰电影导演。[14]
- 吳敦厚，93歲，台灣傳統燈籠國寶級大師。[15]

### 29日
- 哥尼，64岁，缅甸律师。[16]
- 霍華德·弗蘭克·莫舍爾（英语：Howard Frank Mosher），74歲，美國作家，死於癌症。[17]
- 梁世伟，82岁，中国教师，南京大学法律系副教授。[18]
- 倫納德·H·佩洛茨（英语：Leonard H. Perroots），83歲，美國軍官，前美國國防情報局局長（英语：Director of the Defense Intelligence Agency）。[19]
- 高泉榮，83歲，台灣棒球運動員、中華棒球協會前秘書長。[20][21]
- 李甲相（朝鲜语：이갑상），92歲，韓國獨立運動人物。[22]

### 28日
- 薩爾瓦多·塔塔雷拉（英语：Salvatore Tatarella），69歲，意大利政治人物，前歐洲議會議員。[23]
- 克里斯托弗·布蘭德爵士（英语：Christopher Bland），78歲，英國商人，前英國廣播公司主席（英语：Board of Governors of the BBC）。[24]
- 扬·温古雷亚努（羅馬尼亞語：Ion Ungureanu），81岁，摩尔多瓦政治人物，前摩尔多瓦议会议员（1900年－1994年）。[25]
- 理查德·波特曼（英語：Richard Portman），82岁，美国音讯工程师。[26]
- 約翰·J·斯塔莫斯（英語：John J. Stamos），92岁，美国法官。[27]
- 路湛沁，96岁，中国结构工程专家和教育家，西南交通大学教授。[28]

### 27日
- 瓦列里·博洛托夫（俄語：Валерий Болотов），46岁，卢甘斯克人民共和国政治人物，前元首（2014年）。[29]
- 爵士，77岁，英国影视演员、配音演员。[30]
- 小維姆·安德里森（英语：Wim Anderiesen Jr.），85歲，荷蘭足球運動員（阿贾克斯）。[31]
- 艾曼紐·麗娃（法語：Emmanuelle Riva），89岁，法國演员。[32]
- 阿瑟·羅森菲爾德（英語：Arthur H. Rosenfeld），90歲，美國粒子物理學家、唐獎第二屆永續發展獎得主。[33]
- 布倫希爾德·蓬塞爾（英语：Brunhilde Pomsel），106歲，納粹德國宣傳部長約瑟夫·戈培爾秘書。[34]

### 26日
- 彼得·林奇（英语：Peter Lynch (mining engineer)），52歲，澳洲採礦工程師，死於空難。[35]
- 譚姆·戴利埃爾（英语：Tam Dalyell），84歲，英國工黨政治家，下議院西洛錫安選區（1962－1983）及林利斯哥選區（1983－2005）國會議員。[36]
- 安妮-瑪麗·科爾尚（英语：Anne-Marie Colchen），91歲，法國田徑及籃球運動員，1953年世界女子籃球錦標賽（英语：1953 FIBA World Championship for Women）銅獎得主。[37]
- 芭芭拉·黑尔（英語：Barbara Hale），94歲，美國女演員。[38]

### 25日
- 安·丹德羅（英语：Ann Dandrow），80歲，美國政治人物，前康涅狄格州众议院議員。[39]
- 瑪麗·泰勒·摩爾（英語：Mary Tyler Moore），80歲，美國女演員，曾獲6座艾美獎及入圍奧斯卡最佳女主角。[40][41]
- 馬塞爾·普魯德姆（英语：Marcel Prud'homme），82歲，加拿大政治人物，曾任加拿大眾議院及參議院議員。[42]
- 藤村俊二（日语：藤村俊二），82歲，日本演員，曾演出電影《死亡筆記本》。[43]
- 丁春林，91岁，越南历史学家。[44]
- 杨战韬，104岁，中国政治人物，吉林省人大常委会原副主任。[45]

### 24日
- 吉爾·雷（英语：Gil Ray），60歲，美國鼓手，死於癌症。[46]
- 查克·坎菲爾德（英语：Chuck Canfield），84歲，美國商人和政治人物，前羅徹斯特市長。[47]
- 華錫鈞，91歲，中華民國（台灣）空軍二級上將，曾任航空工業發展中心主任，主持研發F-CK-1經國號戰鬥機。[48]
- 郑孝燮，100岁，中华人民共和国城市规划及古建筑保护专家。[49]

### 23日
- 露絲·薩繆爾森（英語：Ruth Samuelson），57歲，美國政治人物，前北卡羅來納州眾議院議員（2007年－2015年），死於卵巢癌。[50]
- 辜成允，62歲，台灣企業家、台灣水泥董事長。[51]
- 穆斯塔法·伊馬莫維奇（英语：Mustafa Imamović），76歲，波斯尼亞歷史學家。[52]
- 李君夏，79歲，皇家香港警務處首位華人處長（1989年－1994年），家中跌倒而死。[53]
- 劉振強，85歲，台灣企業家、三民書局共同創辦人。[54]
- 博什科·克鲁尼奇，87岁，南斯拉夫政治人物，南斯拉夫共产主义者联盟中央委员会主席团主席（1987年－1988年）[55]
- 普雷本·達貝爾斯汀（丹麥語：Preben Dabelsteen），91岁，丹麦羽毛球运动员。[56]
- 厄爾·福爾曼（英语：Earl Foreman），92歲，美國律師和體育主管。[57]
- 魏濟河（朝鲜语：위제하），97歲，韓國獨立運動人物。[58]

### 22日
- 尤丹諾·范圖拉（西班牙語：Yordano Ventura），25歲，多明尼加棒球運動員、MLB(堪薩斯皇家隊)先發投手。死於交通意外。[59]
- 安迪·馬提（西班牙語：Andy Marte），33歲，多明尼加棒球運動員，韓聯KT巫師隊、MLB亞特蘭大勇士隊、克里夫蘭印地安人隊、亞利桑那響尾蛇隊內野手。[60]
- 陳玉梅，50歲，台灣政治人物，臺北市議員陳重光之女，曾任臺北市議員、僑務委員會副委員長。[61]
- 約瑟夫·托爾詹（英语：József Torgyán），84歲，匈牙利政治人物。[62]
- 彼得·博塔喬利（英语：Pietro Bottaccioli），88歲，意大利羅馬天主教主教，前天主教古比奥教区主教。[63]
- 杨祖陶，90岁，中国哲学史家，武汉大学教授。[64]
- 中村雅哉（日語：中村 雅哉），91歲，日本遊戲公司南夢宮（NAMCO）創辦人。有「食鬼之父」之稱。[65]
- 冯其庸，92岁，中国红学家，中国红楼梦学会会长。[66]
- 王耀生，96岁，中国政治人物，济南市政协副主席（1983年－1993年），第六、七届全国人大代表。[67]

### 21日
- 戴天荣，55岁，中国浙江企业家，祐康食品集团创始人。[68]
- 松方弘樹（日语：松方弘樹），74歲，日本演員。[69]
- 威廉·阿爾伯特·諾里斯（英语：William Albert Norris），89歲，美国政治人物，前美国联邦第九巡回上诉法院法官。[70]
- 宋賀德（英語：Harry E. T. Thayer），89岁，美国外交官，美国驻新加坡大使（1980年－1985年）。[71]
- 艾莉卡·貝姆-費坦瑟（英語：Ruth Bohm-Vitense），93岁，德裔美国天文学家。[72]
- 比魯塔·包馬涅（英语：Biruta Baumane），94歲，拉脫維亞藝術家。[73]

### 20日
- 艾瑪·坦南特（英语：Emma Tennant），79歲，英國作家。[74]
- 布魯諾·阿莫魯索（英语：Bruno Amoroso），80歲，意大利出生的丹麥經濟學家。[75]
- 萨义德·阿赫穆德·盖拉尼（英語：Sayyid Ahmed Gailani），84岁，阿富汗卡迪里耶苏菲教派领袖，阿富汗伊斯蘭民族陣線创始人。[76]

### 19日
- 拉娃·布拉茲（葡萄牙語：Loalwa Braz），63歲，巴西歌手及詞曲作家，《黏巴達（英语：Lambada (song)）》主唱之一，謀殺。[77]
- 克雷格·霍華德（英语：Craig Howard），64歲，美國美式足球教練。[78]
- 喬瓦尼·瓦斯托拉（英语：Giovanni Vastola），78歲，意大利足球運動員（维琴察、博洛尼亚）。[79]
- 李素芬，94岁，南京大屠杀幸存者。[80]

### 18日
- 鄭美景（韓語：정미경 (소설가)），56歲，韓國小說家。[81]
- 休伯特·呂科（英语：Hubert Lucot），81歲，法國作家。[82]
- 崔国良，85岁，中国固体火箭推进剂与发动机专家，中国工程院院士。[83]
- 羅門，88歲，台灣詩人、前藍星詩社社長，詩人蓉子的丈夫。[84]
- 祖胡鲁尔·哈克（英語：Zohurul Hoque），90岁，印度伊斯兰学者。[85]
- 张颔，97岁，中国考古学家、古文字学家、书法家。[86]
- 彼得·阿伯拉罕姆斯（英語：Peter Abrahams），97歲，南非小說家。[87]
- 大衛·P·巴克森（英语：David P. Buckson），97歲，美國政治人物，前特拉華州州長（英语：Governor of Delaware）。[88]

### 17日
- 史蒂文·普劳特（英語：Steven Plaut），65岁，以色列经济学家。[89]
- 肯尼思·麥克尼尼（英語：Kenneth McNenny），81歲，美國政治人物，前南达科他州参议院及众议院議員。[90]
- 布蘭達·C·巴恩斯（英语：Brenda C. Barnes），82歲，美國女商人，前莎莉公司行政總裁，死於中風。[91]
- 菲利普·邦德（英语：Philip Bond (actor)），82歲，英國演員（《異世奇人》）。[92]
- 叶惠方，99岁，中国军医，解放军总医院妇产科奠基人。[93]

### 16日
- 布莱恩·怀特豪斯（英語：Brian Whitehouse），81歲，英格蘭足球運動員（西布罗姆维奇、水晶宫）。[94]
- 尤金·塞爾南（英語：Eugene Cernan），82歲，美國太空人，逝世时为最後一個在月球上留下腳印的人。[95]
- 朱志豪，86岁，中国工程师，曾任南浦大桥、杨浦大桥、徐浦大桥建设总指挥。[96]
- 威廉·A·希利亞德（英语：William A. Hilliard），89歲，美國記者。[97]

### 15日
- 巴貝特·科爾（英语：Babette Cole），66歲，英國兒童作家。[98]
- 理查德·迪瓦尔（英語：Richard Divall），71岁，澳大利亚指挥家。[99]
- 大衛·波伊索斯（英语：David Poythress），73歲，美國軍官及政治人物，前喬治亞州州務卿（英语：Secretary of State of Georgia）。[100]
- 吉米·史奴卡（英語：Jimmy Snuka），73岁，美國職業摔角選手。[101]
- 路易斯·加米尔（西班牙語：Luis Gámir），74岁，西班牙经济学家，前贸易与旅游大臣。[102]
- 扬·什切潘斯基（波蘭語：Jan Szczepański），77岁，波兰拳击运动员。[103]
- 东海林周太郎（日語：東海林周太郎），83岁，日本篮球运动员。[104]
- 吴双艺，90岁，中国著名滑稽戏演员。[105]
- 韩培信，96岁，中国政治人物，中共江苏省委原书记。[106]

### 14日
- 劉漢威（瑞典语：Håkon Liu），41歲，台灣、挪威混血導演，作品有《霓虹心》。[107][108]
- 凱文·斯塔爾（英语：Kevin Starr），76歲，美國美國歷史學家和圖書館員。[109]
- 蒋炳钊，84岁，中国民族学、人类学家，原厦门大学人类学系教授、人类学研究所所长、百越民族史研究会会长。[110]
- 赫伯特·米斯（德語：Herbert Mies），87岁，德国政治人物，原德国的共产党主席。[111]
- 蘇爾吉特·辛格·巴爾納拉，91歲，印度政治人物，前旁遮普邦首席部長（英语：List of Chief Ministers of Punjab (India)）、北阿坎德邦總督（英语：List of Governors of Uttarakhand）與泰米爾納德邦總督（英语：List of governors of Tamil Nadu）。[112]
- 周有光，111岁1天，中国经济学家、语言学家、文字学家，“汉语拼音之父”。[113]

### 13日
- 上官小強，66歲，原名陳國賢。香港著名漫畫家。[114]
- 朴世一（朝鲜语：박세일），68歲，韓國政治人物和大學教授。[115]
- 安東·那努特，84歲，斯洛文尼亞指揮家。[116]
- 迪克·戈蒂埃（英语：Dick Gautier），85歲，美國演員（《糊塗情報員》、《變形金剛》）[117]
- 第一代斯諾登伯爵（英語：1st Earl of Snowdon），86歲，英國攝影家、公主的前夫。[118]
- 吉爾貝托·阿古斯托尼（英語：Gilberto Agustoni），94岁，瑞士天主教司铎级枢机，宗座聖璽最高法院院长（1992年－1998年）。[119]

### 12日
- 格拉咸·泰萊（英語：Graham Taylor），72岁，英国足球运动员。[120]
- 吉爾·羅伊（英语：Jill Roe），76歲，澳洲歷史學家和學者。[121]
- 朱利奥·安焦尼（義大利語：Giulio Angioni），77岁，意大利小說家及人类学家。[122]
- 羅賓·海曼（英语：Robin Hyman），85歲，英國出版商。[123]
- 王希三，92岁，中国政治人物，昆明市人大常委会主任（1985年－1991年）。[124]
- 李佩，99歲，中国语言学家，中国科学院大学教授，两弹一星元勋郭永怀的夫人。[125]

### 11日
- 弗朗索瓦·范德埃爾斯特（英语：François Van der Elst），62歲，比利時足球運動員（皇家安德列治、西汉姆联、比利時國家隊），死於心臟病發。[126]
- 阿德南·沙甸，72歲，馬來西亞砂拉越州首席部長。[127]
- 吕志涛，79岁，中国结构工程专家，中国工程院院士。[128]
- 皮埃爾·阿爾帕揚熱（英语：Pierre Arpaillange），92歲，法國作家、資深法官和政治人物，前司法部部長。[129]
- 叶夫根尼·斯莫连采夫（俄語：Евгений Смоленцев），93岁，苏联政治人物，最高法院最后一任院长。[130]

### 10日
- 艾哈邁德·庫尼阿萬（英语：Achmad Kurniawan），37歲，印尼足球運動員（阿雷马）。[131]
- 理夏德·帕鲁尔斯基（波蘭語：Ryszard Parulski），78岁，波兰击剑运动员。[132]
- 大安·范·戈爾登（英语：Daan van Golden），80歲，荷蘭藝術家。[133]
- 罗曼·赫尔佐克（德語：Roman Herzog），82歲，前聯邦德國總統。[134]
- 奥利弗·史密斯（英語：Oliver Smithies），91岁，美国遗传学家，北卡罗来纳大学教堂山分校教授，2007年诺贝尔生理学或医学奖获得者。[135]
- 克莱尔·霍林沃思（英語：Clare Hollingworth），105岁，英国女记者，第一位报道二战爆发的战地记者。[136]

### 9日
- 罗素·特鲁德（英語：Russell Trood），68歲，澳洲政治人物，前参议院昆士蘭代表議員，死於甲狀腺癌。[137]
- 迈克尔·张伯伦（英語：Michael Chamberlain），72岁，澳大利亚牧师。[138]
- 乌尔夫·丁克斯皮尔（瑞典語：Ulf Dinkelspiel），77歲，瑞典政治人物，前歐洲事務和外貿部長，死於癌症。[139]
- 鲍勃·麦卡洛（英語：Bob McCullough），85岁，澳大利亚政治人物，残疾人体育领域官员。[140]
- 优格·克雷申齐（義大利語：Ugo Crescenzi），86岁，意大利政治人物，众议院议员（1987年－1992年）[141]
- 齐格蒙·鲍曼（波蘭語：Zygmunt Bauman），91岁，波兰社会学家。[142]
- 沃伦·艾伦·史密斯（英語：Warren Allen Smith），95岁，美国作家。[143]
- T·K·惠特科尔（英語：TK Whitaker），100岁，爱尔兰经济学家。[144]

### 8日
- 黄大年，58岁，中国地球物理学家，吉林大学教授。[145]
- 秦金生，69岁，台湾政治人物，親民黨秘書長，死於心肌梗塞。[146]
- 詹姆斯·曼卡姆爵士（英語：Sir James Mancham），77歲，前塞舌尔总统。[147]
- 露絲·佩里（英语：Ruth Perry），77歲，利比里政治人物，前國務委員會主席。[148]
- 阿克巴爾·哈什米·拉夫桑賈尼（波斯語：‌اکبر هاشمی رفسنجانی），82歲，伊朗前總統、伊朗國家利益委員會主席，死於心臟病。[149]
- 巴迪·布雷格曼（英语：Buddy Bregman），89歲，美國編曲家、製作人和作曲家。[150]
- 尼古拉·盖达（英語：Nicolai Gedda），91岁，瑞典男高音歌唱家。[151]
- 吳阿明，93歲，臺灣企業家，自由時報報系董事長。[152]
- 常勋，93岁，中国会计学家、教育家，厦门华厦学院创校校长，厦门大学会计学系教授。[153]

### 7日
- 巫明霞，75歲，藝名「小明明」，台灣歌仔戲演員，藝人施易男的母親。[154]
- 卡洛斯·费尔南德斯·贡丁（英語：Carlos Fernández Gondín），78岁，古巴政治人物，内政部长（2015年起）。[155]
- 叶毓山，81岁，中国雕塑家，四川美术学院荣誉院长。[156]
- 埃迪·卡馬爾（英语：Eddie Kamae），89歲，美國音樂家。[157]
- 马里奥·苏亚雷斯（葡萄牙語：Mário Soares），92歲，葡萄牙政治人物，曾任總理、總統等職。[158]
- 勞里·托普（英语：Laurie Topp），93歲，英格蘭足球運動員（亨頓）。[159]
- 黄静嘉，93岁，中国法律史学家，资深大律师。[160]
- 穆雷·瑞安（英語：Murray Ryan），94歲，美國政治人物，前新墨西哥州众议院議員。[161]

### 6日
- 提利康（英語：Tilikum），35歲，美國佛羅里達州奧蘭多海洋世界（英语：SeaWorld）飼養之虎鯨，曾造成3人喪生。[162]
- 亞倫·本-多夫（英语：Yaron Ben-Dov），46歲，以色列足球運動員（里雄萊錫安夏普爾、内坦亚马加比）。[163]
- 歐姆·普利（英語：Om Puri），66岁，印度男演员。[164]
- 雷斯·拉扎罗维茨（英語：Les Lazarowitz），75岁，美国音频工程师。[165]
- 盖特·法劳恩（英語：Ghaith Pharaon），76岁，沙特阿拉伯商人。[166]
- 鮑勃·薩多斯基（英语：Bob Sadowski (third baseman)），79歲，美國棒球運動員（洛杉磯安那罕天使、芝加哥白襪）。[167]
- 弗朗辛·约克（英語：Francine York），80岁，美国电影和电视女演员。[168]
- 龚华声，80岁，中國大陸国家一级演员、江苏弹词表演艺术家，原苏州市评弹团团长。[169]
- 巴耶塞特·奧斯曼（土耳其語：Bayezid Osman），92歲，土耳其貴族，奧斯曼帝國王朝第44代領袖。[170]

### 5日
- 約翰·懷特曼（英語：John Wightman），78歲，美國政治人物，前列克星敦市長與內布拉斯加州議會議員。[171]
- 成昌順（朝鲜语：성창순），82歲，韓國傳統音樂家。[172]
- 豪爾赫·桑吉內蒂（英语：Jorge Sanguinetti），82歲，烏拉圭政治人物，前運輸部部長。[173]
- 圖利奧·德毛羅（英语：Tullio De Mauro），84歲，意大利語言學家和政治人物，前教育部部長（英语：Italian Minister of Education）。[174]
- 斯坦利·拉斯（英语：Stanley Russ），86歲，美國政治人物，前阿肯色州参议院議員，死於骨髓性白血病。[175]
- 斯巴达克·别利亚耶夫（俄語：Спартак Беляев），93岁，俄罗斯理论物理学家。[176]
- 莱昂纳多·本奈沃洛義大利語：，93岁，意大利建筑师。[177]
- 齊歐莉·布伊（英语：Géori Boué），98歲，法國歌劇女高音。[178]

### 4日
- 陳忠恕，55歲，中國政治人物，四川省攀枝花市國土資源局局長，企圖開槍射殺該市委書記張剡與市長李建勤，之後在逮捕過程中自殺身亡。[179]
- 布魯斯·雨果（英語：Bruce Hugo），71歲，美國政治人物，前俄勒冈州众议院議員。[180]
- 威利·埃文斯（英语：Willie Evans (running back)），79歲，美國美式足球運動員。[181]
- 埃齐奥·帕斯库蒂（義大利語：Ezio Pascutti），79岁，意大利足球运动员。[182]
- 乔治·普雷特（法語：Georges Prêtre），92岁，法國指揮家。[183]
- 威廉·J·卡森（英語：William J. Cason），92歲，美國政治人物，前密苏里州参议院議員。[184]
- 卢良恕，92岁，中国小麦育种家、农业宏观战略专家，中国工程院院士、原副院长，中国农学会原会长。[185]
- 涂世华，97岁，中国天主教人物，汉阳教区主教（1959年－2001年）。[186]

### 3日
- 洪佩臻，43歲，台灣球員，中華職棒前味全龍投手。[187]
- 塞西莉亞·岡薩雷斯·戈麥斯（西班牙語：Cecilia González Gómez），55歲，墨西哥政治人物，前众议院議員，死於心臟病發。[188]
- 伊戈尔·沃尔克（俄語：Игорь Волк），79岁，苏联宇航员。[189]
- 伊沃·布雷桑，80歲，克羅地亞作家。[190]
- 费明仪，85岁，香港女歌唱家。[191]
- 查爾斯·J·科爾根（英语：Charles J. Colgan），90歲，美國政治人物，前弗吉尼亞州參議院議員，死於血管疾病。[192]
- J·杜威·達恩（英語：J. Dewey Daane），98歲，美國經濟學家。[193]

### 2日
- 理查德·马克豪斯（英語：Richard Machowicz），51岁，美国电视主持人。[194]
- 弗朗索瓦·契克（法語：François Chérèque），60岁，法国政治人物。[195]
- 让·维亚尔内（法語：Jean Vuarnet），83岁，法国高山滑雪运动员。[196]
- 費明儀，85岁，香港声乐家，香港民族音乐学会会长。[197]
- 维克多·察廖夫（俄語：Виктор Царёв），85歲，俄羅斯足球運動員和教練（莫斯科迪纳摩、蘇聯國家隊）。[198]
- 汤姆·哈普尔（英語：Tom Harpur），87岁，加拿大神学家。[199]
- 阿爾伯特·布魯爾（英語：Albert Brewer），88歲，美國政治人物，前阿拉巴馬州州長。[200]
- 约翰·伯格（英語：John Berger），90岁，英格兰艺术评论家，小说家，画家和诗人。[201]

### 1日
- 比尔·克雷格（英語：Bill Craig），71岁，美国男子游泳运动员。[202]
- 東尼·阿特金森爵士（英語：Sir Tony Atkinson），73歲，英國經濟學家。[203]
- 德里克·帕菲特（英語：Derek Parfit），74歲，英國哲學家。[204]
- 雅各布·奈曼（希伯來語：יעקב נאמן），77歲，以色列律師和政治人物，前司法部部長（英语：Ministry of Justice (Israel)）及財政部部長（英语：Ministry of Finance (Israel)）。[205]
- 洛恩·卢默（英語：Lorne Loomer），79岁，加拿大男子赛艇运动员。[206]
- 西爾維斯特·尤福（英語：Sylvester Uphus），89歲，美國政治人物，前明尼苏达州众议院議員。[207]
- 弗拉基米尔·米哈伊洛维奇·米哈尔金（俄語：Владимир Михайлович Михалкин），90岁，苏联炮兵元帅。[208]
- 王家禧，93歲，香港漫畫家，著名漫畫《老夫子》之作者。[209][210]
- 塔拉特·通恰尔普（土耳其語：Talat Tunçalp），101歲，土耳其單車手和前土耳其自由車總會（英语：Turkish Cycling Federation）主席。[211]
- 杨延修，106岁，中國共產黨黨員、原民建中央咨议委员会委员。[212]